# Emil Müry (Unternehmer)
Emil Müry (* 8. April 1900 in Basel; † 26. April 1984) war ein Schweizer Unternehmer und Politiker.

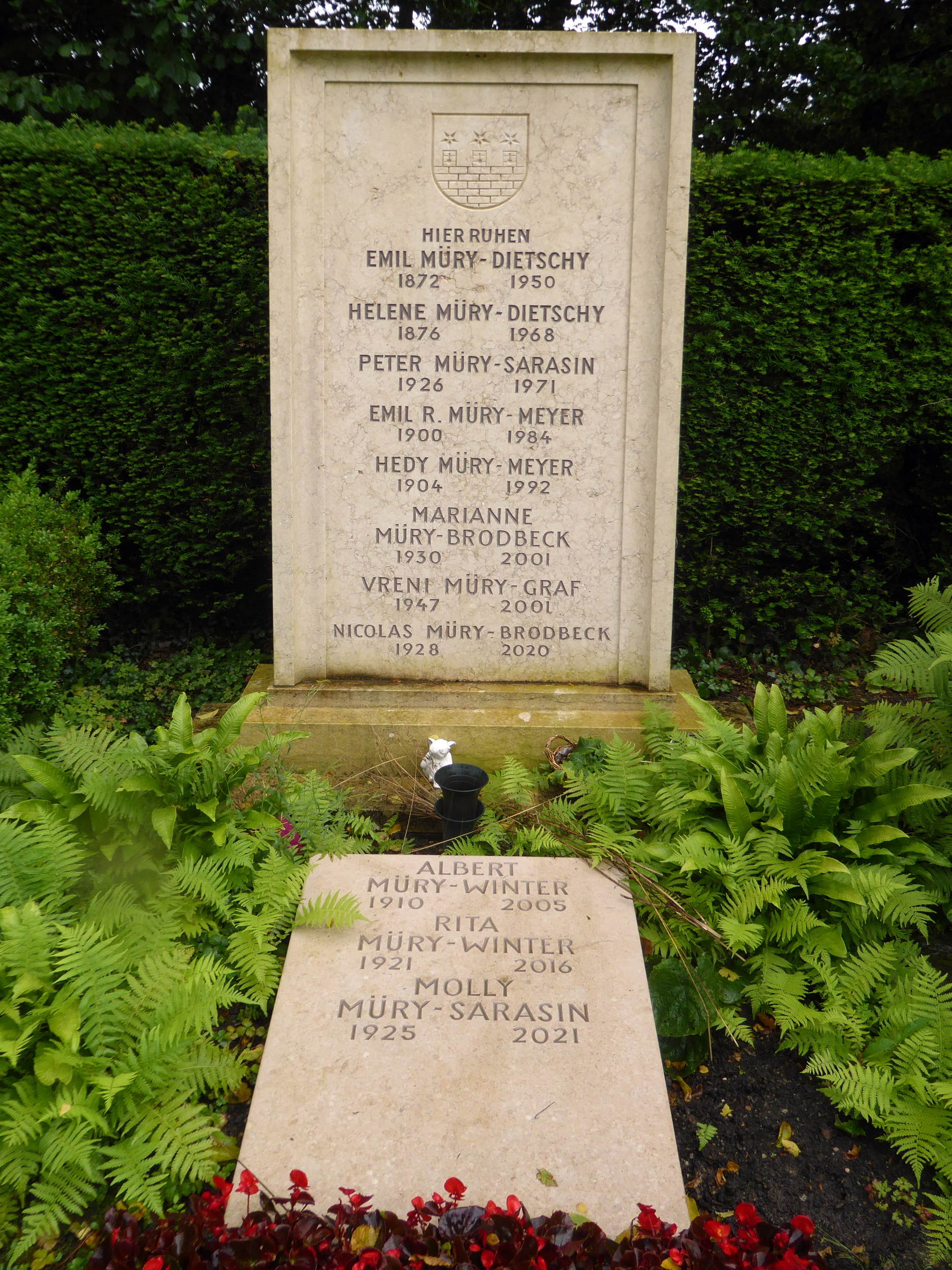
Grab auf dem Friedhof am Hörnli.

## Leben
Emil Müry war ein Sohn des Emil Müry-Dietschy und der Helene, geborene Dietschy (1876–1968). Sein Bruder war Albert Müry. 
Müry besuchte das Humanistische Gymnasium in Basel und danach die Handelsschule La Chablière in Lausanne. Nach Aufenthalten in Glasgow, Mailand und Paris wurde Müry 1929 Prokurist und Teilhaber der E. Müry & Cie.
In der Schweizer Armee war Müry Kavallerie-Hauptmann und ab 1941 Adjutant im Stab von Generaladjutant Ruggero Dollfus in Bern.
Vier Jahre lang war er Mitglied im Grossen Rat des Kantons Basel-Stadt. In der Neuen Helvetischen Gesellschaft amtete er als Zentralkassier.
Emil Mühry war mit Hedy, geborene Meyer (1904–1992) verheiratet. Er fand seine letzte Ruhestätte auf Friedhof am Hörnli.